# Cephalotes nilpiei
Espèce
Cephalotes nilpiei est une espèce de fourmis arboricoles du genre Cephalotes,.

## Distribution
Cette espèce n'a pour l'instant été détectée que dans les États du Minas Gerais et de Rio de Janeiro, au Brésil. L'holotype décrit a été trouvé dans le parc national d'Itatiaia.

## Description
Comme les autres espèces du genre Cephalotes, elles sont caractérisées par l'existence de soldats spécialisés dotés d'une tête surdimensionnée et plate ainsi que des pattes plus plates et plus larges que leurs cousines terrestres. Elles peuvent ainsi se déplacer d'un arbre à un autre dans une forêt.

## Systématique
Lorsqu'en 1845 l'entomologiste français Félix Édouard Guérin-Méneville décrit des spécimens de fourmis avec pour épithète spécifique pinelii ce sont en fait deux espèces distinctes qui sont concernées. Ces deux espèces se voient décrites à nouveau en 1999 par l'entomologiste brésilienne Maria Lourdes de Andrade (d) dont l'une d'entre elles sous le taxon Cephalotes nilpiei dans une publication coécrite avec l'entomologiste italien Cesare Baroni Urbani (d).

## Étymologie
Son épithète spécifique, nilpiei, est l'anagramme de pinelii, l'épithète utilisé par Félix Édouard Guérin-Méneville lors de sa description de 1845.

## Publication originale
- (en) Maria L. de Andrade et Cesare Baroni Urbani, « Diversity and adaptation in the ant genus Cephalotes, past and present (Hymenoptera, Formicidae) », Stuttgarter Beiträge zur Naturkunde (B), Musée d'histoire naturelle de Stuttgart, vol. 271,‎ 29 janvier 1999, p. 1-889 (ISSN 0341-0153, lire en ligne).